# Voltorb
Een Voltorb is een Pokémon-wezen. Een Voltorb is rond zonder armen of benen. Voltorbs lijken op een Pokébal. Voltorbs zijn van het type elektrische Pokémon.
Voltorb gebruikt vaak als laatste toevlucht Selfdestruct (zelfvernietiging). Hiermee wordt veel schade aangericht aan de omgeving en andere Pokémon, maar het zorgt ervoor dat de Voltorb zelf alle levenspunten kwijt raakt.
Voltorb is de pre-evolutie van Electrode.